# Turnul Gros din Sibiu

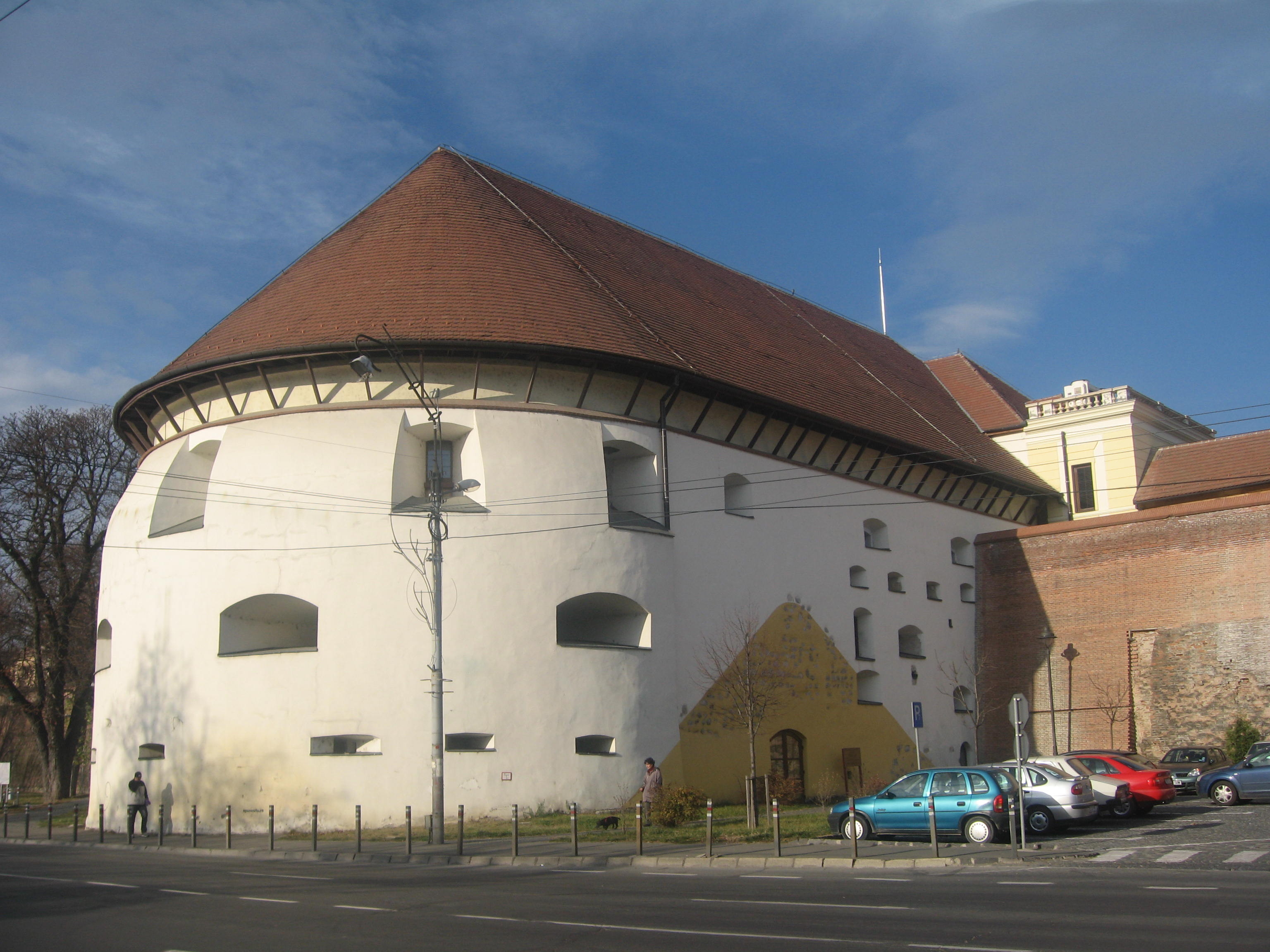
Turnul Gros

Turnul Gros din Sibiu (în germană Dicker Turm) este un turn construit în secolul al XVI-lea în orașul Sibiu și care făcea parte din fortificațiile înglobate ulterior centurilor de apărare a orașului. El este situat pe strada Cetății și pe bulevardul Corneliu Coposu (fostul bulevard 23 August din perioada comunistă).
În clădirea turnului a fost instalat în anul 1788 primul teatru al orașului, înființat de tipograful Martin Hochmeister (1740-1789). Aici au fost organizate spectacole teatrale până în anul 1949, când sala a fost afectată de un incendiu. După efectuarea lucrărilor de reparații, pe platforma turnului a fost amenajat clubul uzinelor Independența. Începând din 2004 aici se află Sala Thalia a Filarmonicii de Stat din Sibiu.
Incinta a III-a a ansamblului fortificațiilor orașului medieval Sibiu, din care fac parte Turnuri de apărare, Turnul Dulgherilor, Turnul Olarilor, Turnul Archebuzierilor, Turn de Poartă și curtine edificate în perioada 1357-1366, a fost inclusă pe Lista monumentelor istorice din județul Sibiu din anul 2004, având codul de clasificare SB-II-m-A-12010.03. Printre elementele componente ale acestei incinte este inclus și Bastionul Gros, azi teatru, situat între str. Cetății nr. 5 și bd. Spitalelor. De asemenea, Sala Thalia (teatru orășenesc între 1788-1945), construită pe Turnul Gros și situată pe str. Cetății nr. 5, este inclusă pe aceeași listă cu codul SB-II-m-B-12070. Ea este datată din 1540, anul probabil de construire a Turnului Gros.

## Istoric
Pe la mijlocul secolului al XVI-lea, pe măsura creșterii amenințării otomane, fortificațiile orașului Sibiu au fost întărite cu rondele de artilerie și cu bastioane. Astfel, în perioada 1540-1552 au fost construite câteva rondele de artilerie în fața porților Turnului Cisnădiei, precum și pe alte câteva străzi din centrul istoric al Sibiului (pe strada Rotarilor, strada Bastionului și pe bulevardul Corneliu Coposu). Singura rondelă care a rezistat peste timp este Turnul Gros, situat pe strada Cetății, dar care se întinde și pe Bd. Corneliu Coposu.
Turnul Gros a fost construit în jurul anului 1540 de Markus Pempflinger, judele regal al Sibiului. La nivelul inferior se aflau mai multe cazemate cu guri de tragere. Pe platforma turnului erau amplasate tunuri cu care se trăgea asupra atacatorilor. În decursul timpului, acest turn a suferit o serie de reparații și modificări. 
În anul 1787 tipograful Martin Hochmeister (1740-1789), inițiatorul primei librării din oraș și fondatorul primei reviste de teatru "Theatral Wochenblatt" (1778), a solicitat și obținut cedarea clădirii Turnului Gros pentru a se amenaja acolo un teatru orășenesc, primul teatru de pe teritoriul actual al României și unul dintre puținele din Europa de la acea vreme. Sala teatrului a fost construită într-un an de zile, cheltuilelile ridicându-se la 24.000 de florini. În iunie 1788 s-a organizat acolo primul spectacol de teatru. Sala era construită în stil rococo și dispunea de două balcoane și o lojă rezervată exclusiv guvernatorului Transilvaniei. Clădirea teatrului a ars într-un incendiu, fiind refăcută în 1826 pe cheltuiala proprie a primarului Martin von Hochmeister (1767-1837), după un model vienez.
Pe scena acestui teatru au susținut reprezentații trupele de teatru românești conduse de Mihail Pascaly, Tardini-Vlădicescu și Matei Millo. De asemenea, tânărul Mihai Eminescu, împreună cu elevi români de la Liceul Catolic, a încercat în 1864 să realizeze o reprezentație teatrală cu piesa "Iorgu de la Sadagura" de Vasile Alecsandri. Poetul Eminescu a fost apoi sufleur într-o piesă jucată în 1867 de trupa lui Mihail Pascaly, aceasta fiind prima reprezentație care a avut loc în limba română. 
După Unirea Transilvaniei cu România (1918), pe scena teatrului au urcat personalități de marcă din lumea culturală românească, printre care și compozitorul George Enescu. Aici aveau loc periodic spectacole gratuite, la care asista publicul mai sărac al orașului. Totuși, la 13 februarie 1949, sala teatrului a ars în urma unui incendiu devastator izbucnit de la o țigară uitată aprinsă. După efectuarea lucrărilor de reparații, pe platforma turnului a fost amenajat clubul uzinelor Independența.
În perioada 1990-2004 Consiliul Județean Sibiu a reconstruit sala de spectacole. Începând din mai 2004 aici se află Sala Thalia a Filarmonicii de Stat din Sibiu.

## Arhitectură
Turnul Gros este o construcție masivă cu ziduri din piatră și cărămidă, precum și o platformă pe care erau amplasate tunurile. El are o formă semicirculară (asemănătoare literei U), ieșind cu circa 25 de metri în afara zidului exterior. La nivelul inferior se aflau mai multe cazemate cu guri de tragere. Zidurile interioare ale turnului au fost demolate în urma lucrărilor de restaurare, pentru a se reorganiza spațiul interior.
Săpăturile arheologice au scos la iveală două canale, construite din cărămidă, care serveau, probabil, unul la drenarea apei din șanțul exterior, iar celălalt la comunicarea între apărătorii aflați de o parte și de alta a turnului.

## Imagini

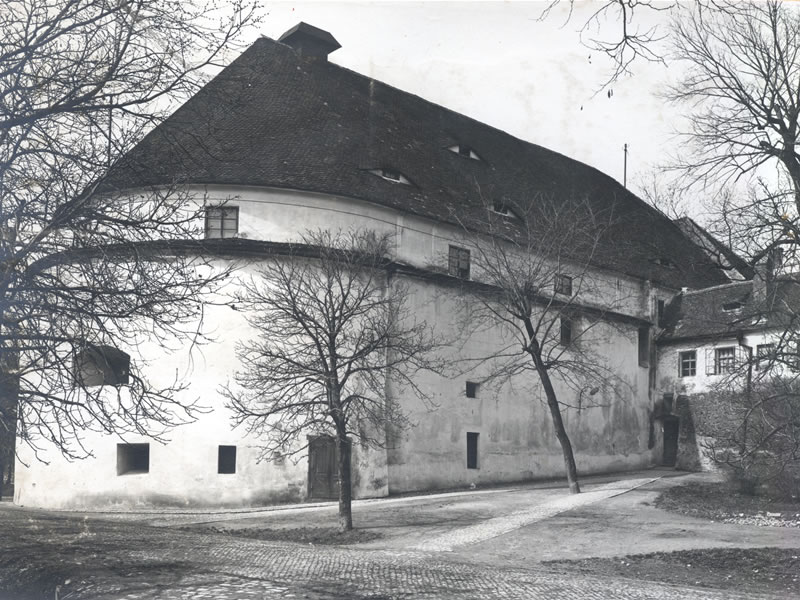
Turnul Gros la sfârşitul sec. al XIX-lea
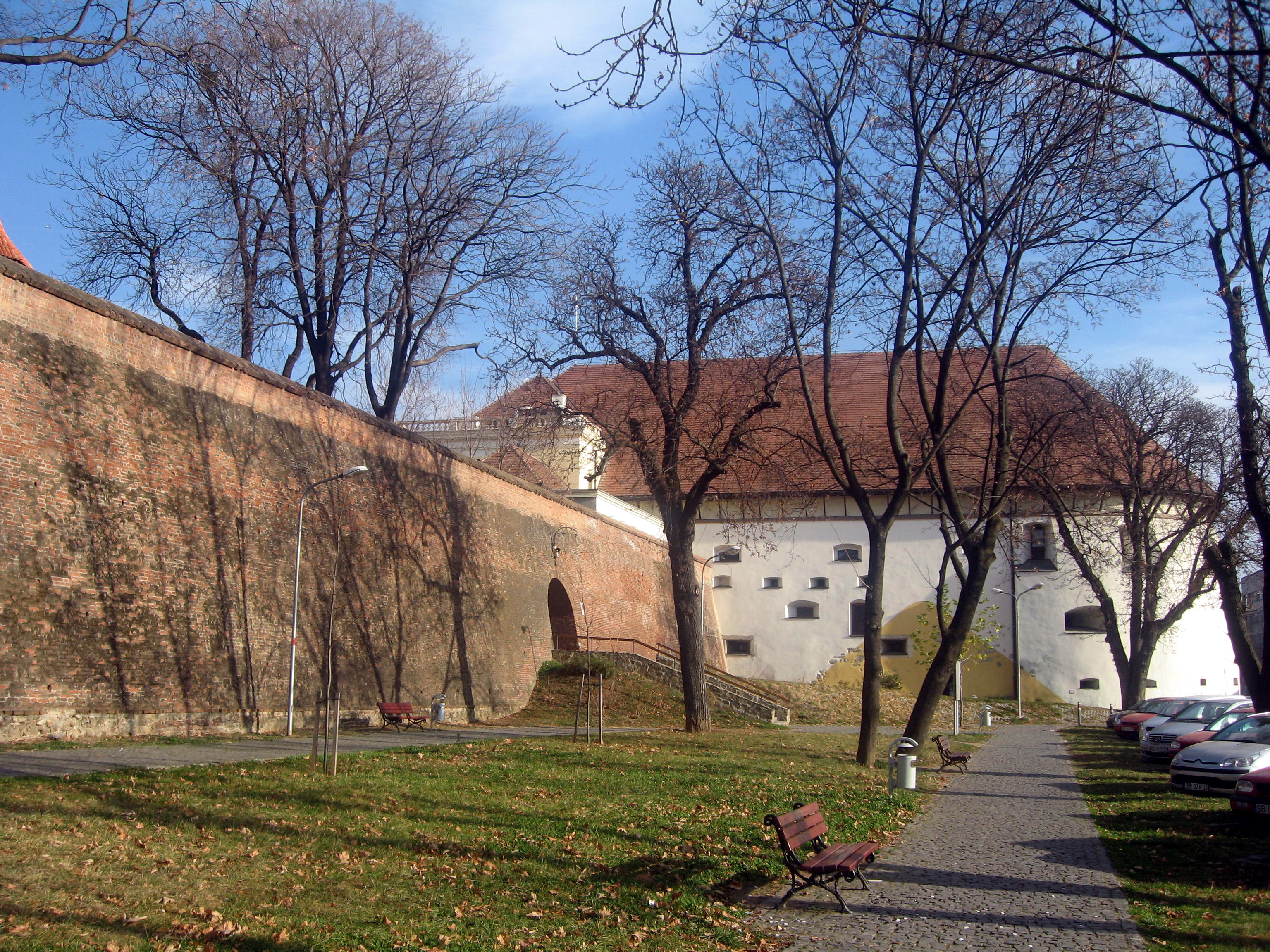
Turnul Gros şi o porţiune de curtină - vedere dinspre sud-vest
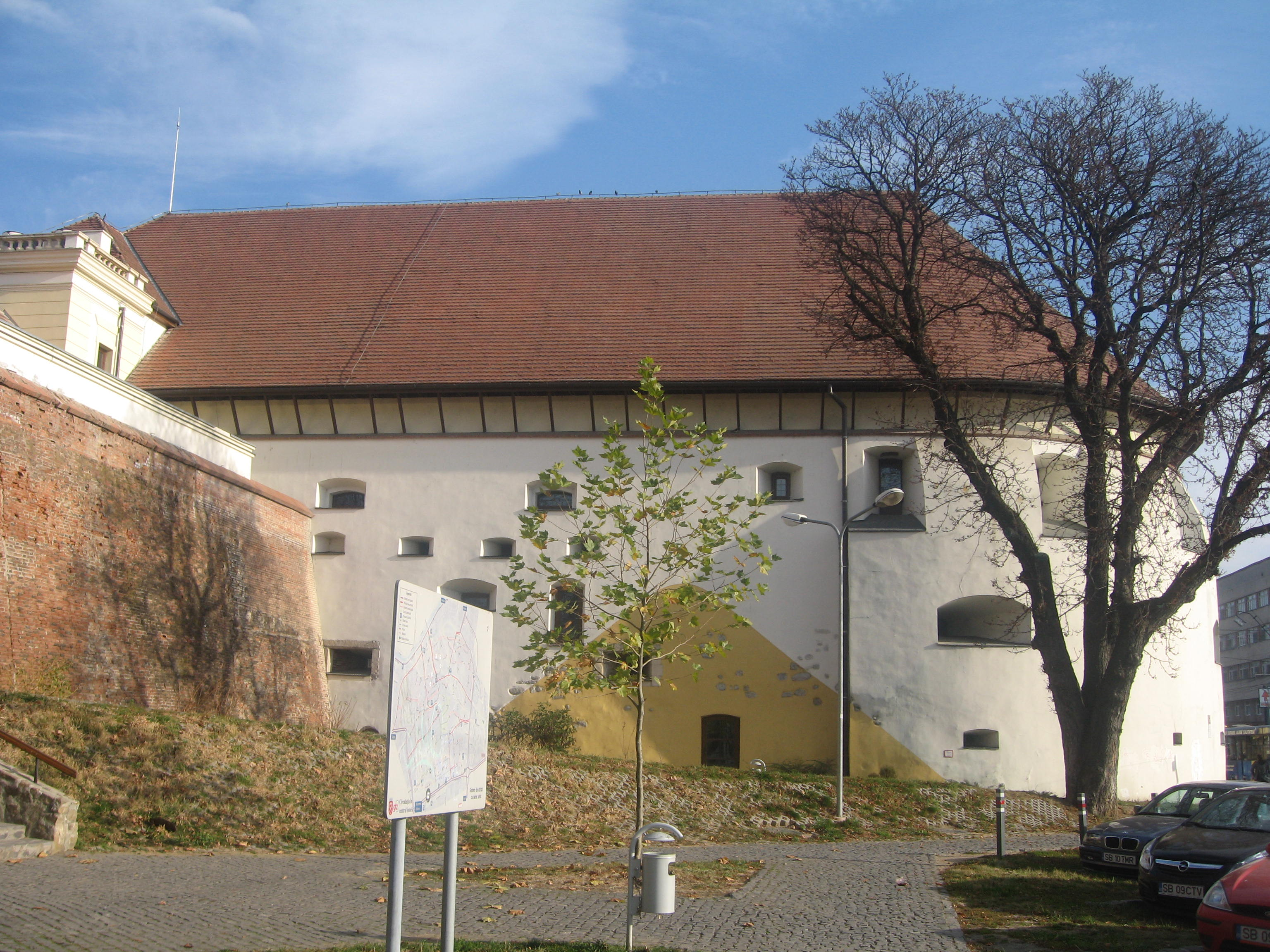
Turnul Gros - vedere dinspre sud-vest
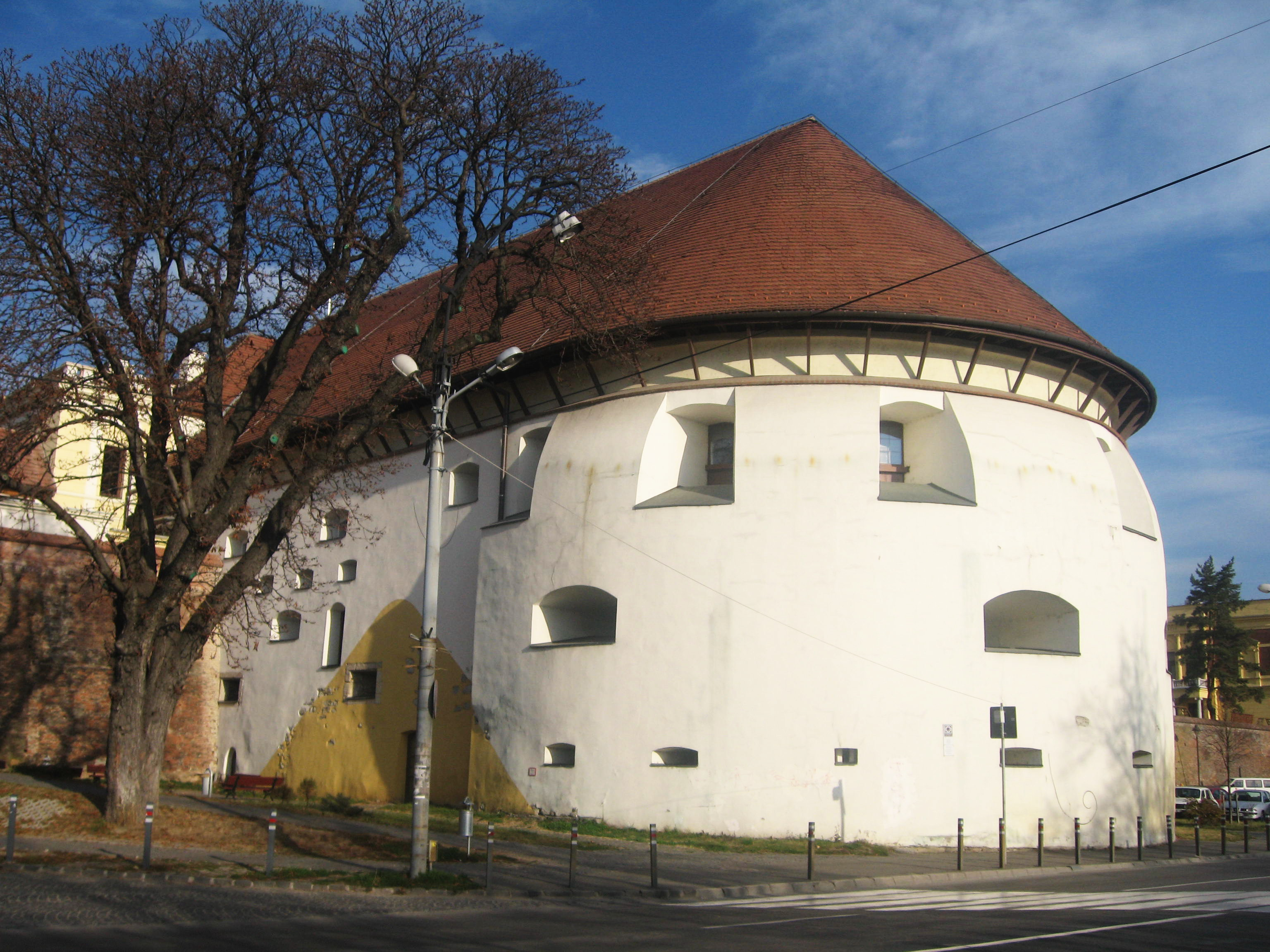
Turnul Gros
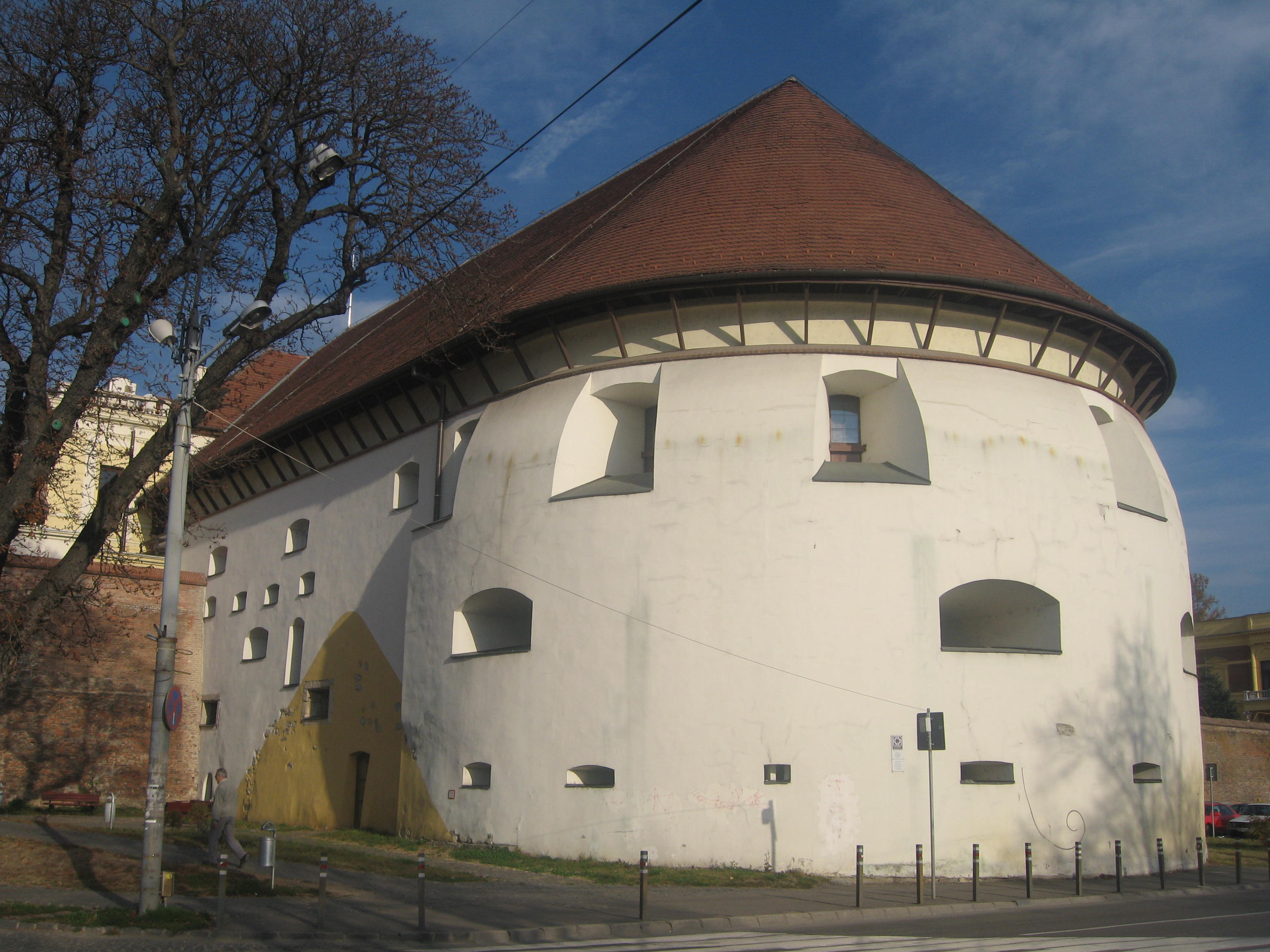
Turnul Gros
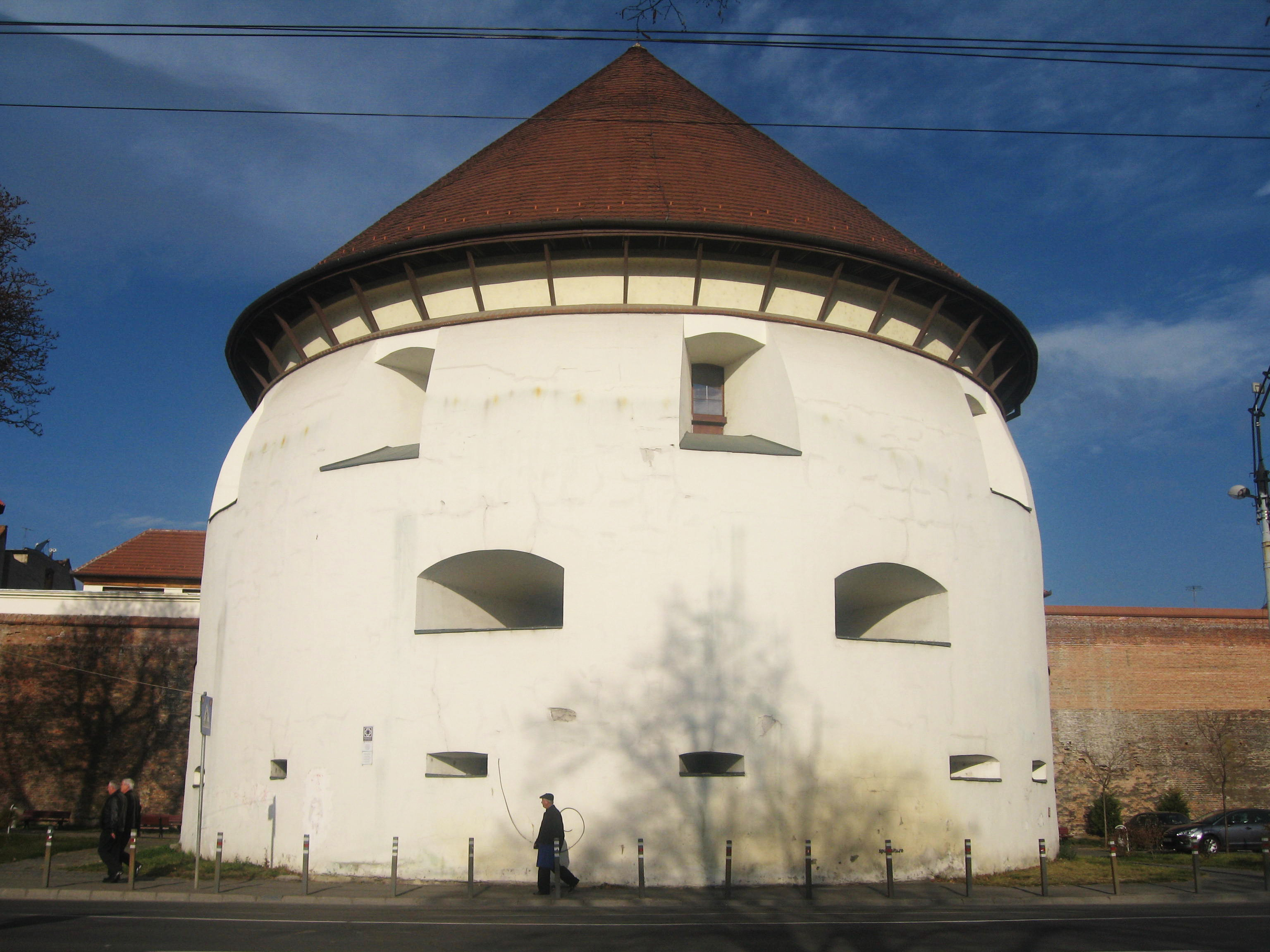
Turnul Gros - vedere dinspre sud
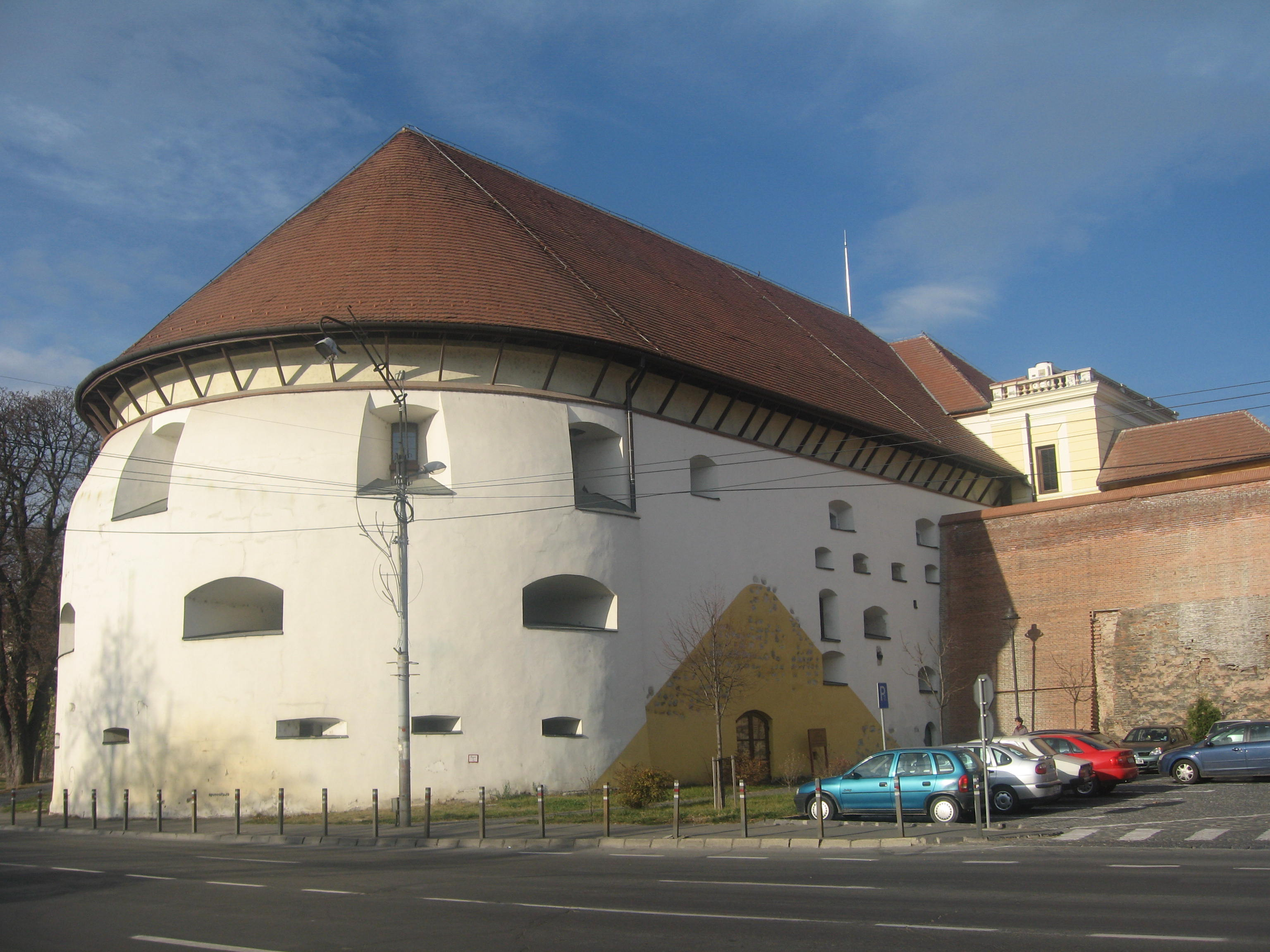
Turnul Gros - vedere dinspre est
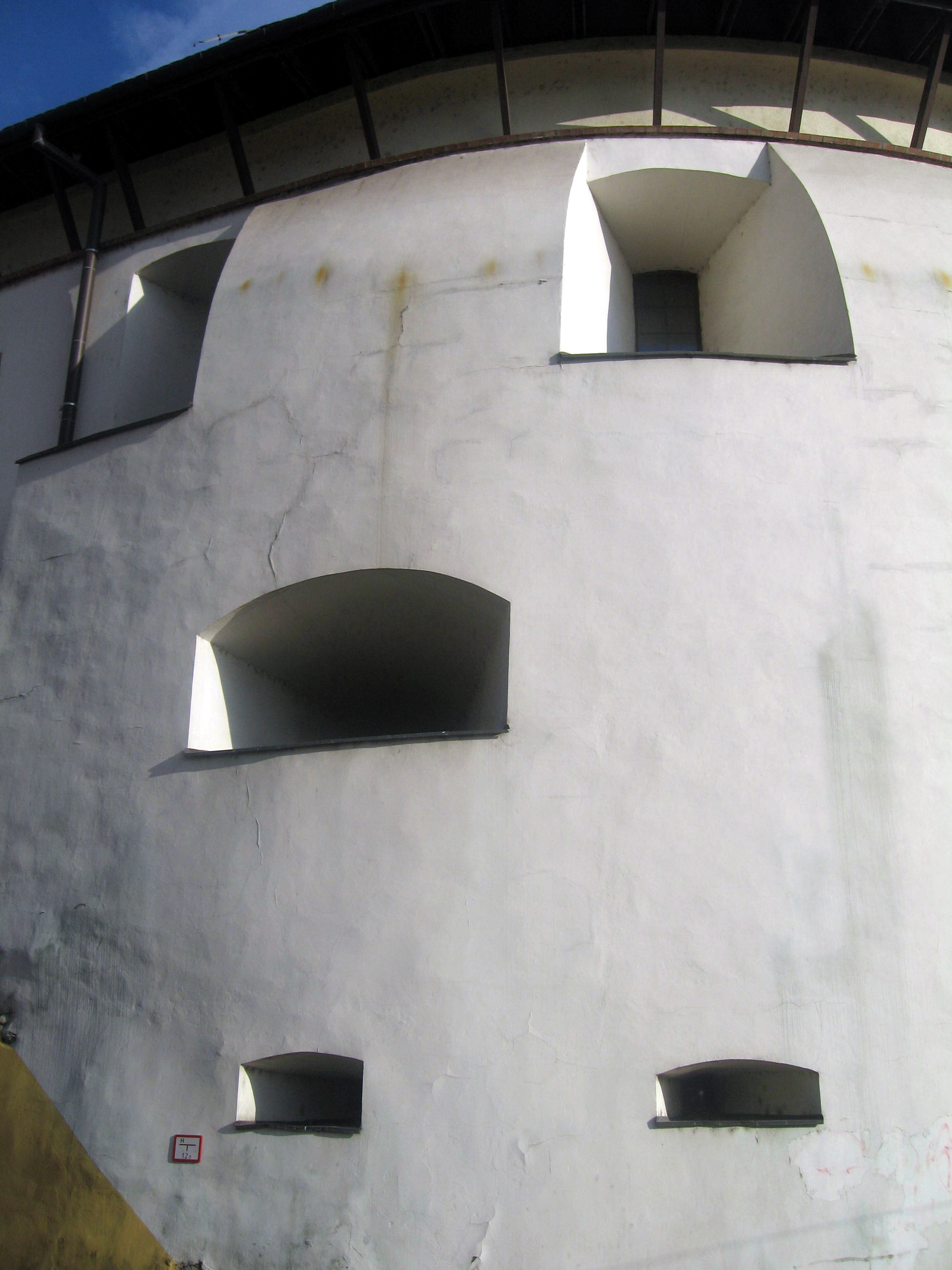
Detaliu
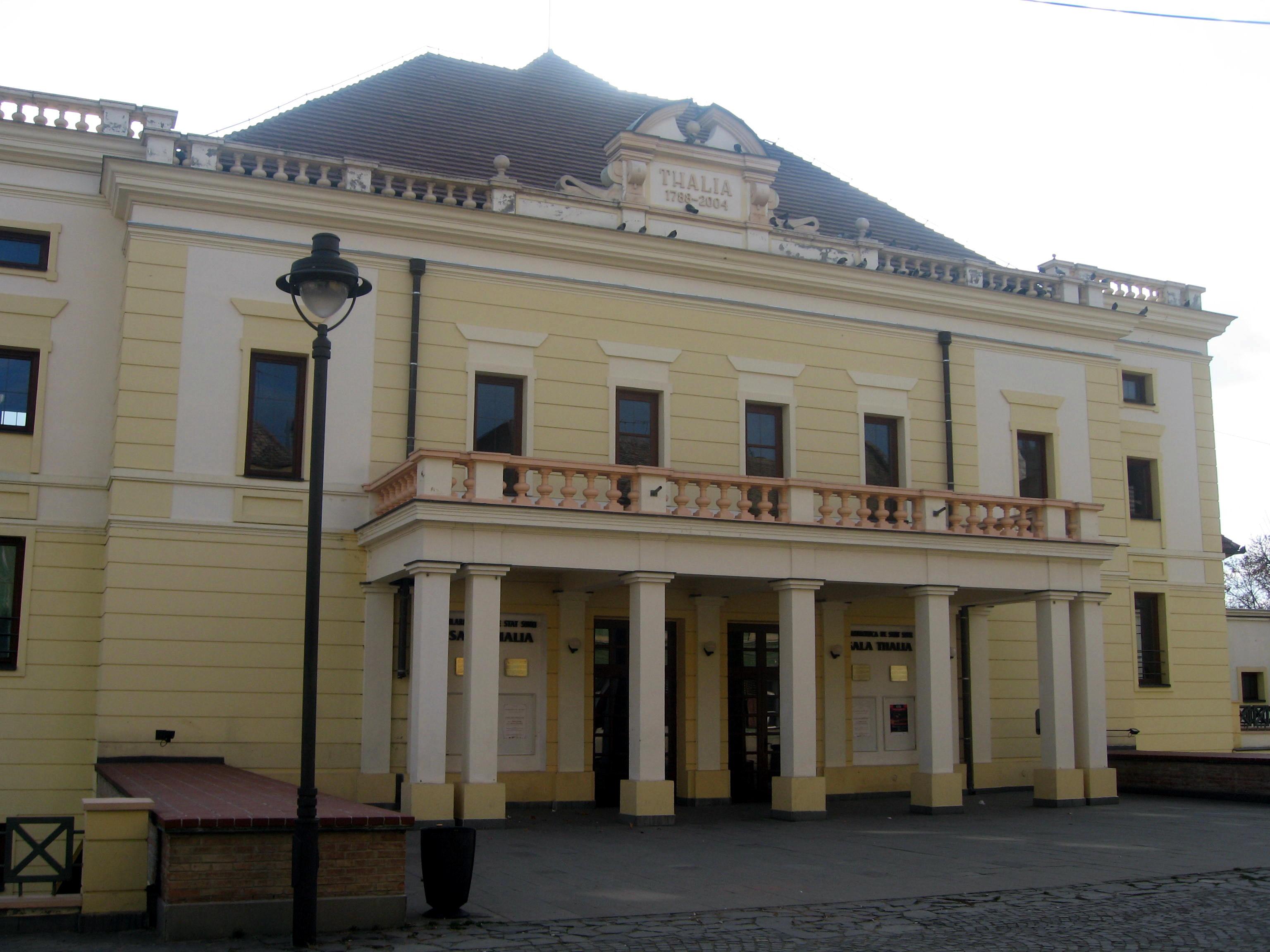
Sala Thalia, construită pe Turnul Gros